# Памятник псу Антею
Памятник служебной собаке Антею — первый в СССР памятник служебной собаке, установленный в 1983 году в Первомайском районе г. Новосибирска на железнодорожной станции Инская в границах территории питомника служебного собаководства Новосибирского отряда ведомственной охраны железнодорожного транспорта. Посвящён кобелю по кличке Антей, который 13 лет прослужил в военизированной охране Министерства путей сообщения СССР под руководством проводника служебных собак Ивана Павловича Литвинова. С его помощью было задержано более 100 преступников и раскрыто 68 преступлений.
Памятник выполнен в виде пьедестала, на котором располагается голова собаки (бюст). На пьедестале памятника написано:
«Антею верному другу в борьбе за сохранность социалистической собственности в 1968—1980 г.г. С его помощью задержано более 100 преступников и раскрыто 62 преступления».
Антей родился 20 декабря 1966 года. Порода — восточно-европейская овчарка. Окрас имел чепрачный (темная спина, с которой чёрный цвет равномерно опускается на бока, при этом лапы, морда и живот — рыжие). Клички его родителей: Карай и Ракета. На службу в военизированную охрану Министерства путей сообщения СССР пес был принят в 1967 году. Выступал на соревнованиях по кинологическому спорту, собрал 18 наград на турнирах и выставках разного уровня. Во время задержаний Антей не раз спасал жизнь своему проводнику. Умер в пожилом для собаки возрасте в родном питомнике на Инской.
Увековечить память Антея распорядился в апреле 1983 года начальник Западно-Сибирской железной дороги Иван Трубников.